# Stagetillus opaciceps
Stagetillus opaciceps är en spindelart som beskrevs av Simon 1885. Stagetillus opaciceps ingår i släktet Stagetillus och familjen hoppspindlar. Inga underarter finns listade i Catalogue of Life.